# Michael Nichols
Pour les articles homonymes, voir Nichols.
Michael "Nick" Nichols (né en 1952) est un journaliste américain, photographe et fondateur du festival de photographie LOOK3 à Charlottesville, en Virginie.

## Biographie
Nichols est né en 1952 dans l'Alabama. Après des études à l'université du Nord de l'Alabama, où il rencontre son mentor l'ancien photographe de Life Charles Moore, Nichols commence sa carrière de photojournaliste en 1979 en travaillant pour GEO. Trois ans plus tard, il devient membre de Magnum Photos, où il travaille jusqu'en 1995 avec ses fondateurs Henri Cartier-Bresson et Robert Capa. Depuis 1989, il a publié plus de trente articles pour National Geographic. En 1989, en collaboration avec Jane Goodall, il publie Brutal Kinship.
Il se rend en Afrique centrale, où il rencontre le biologiste J. Michael Fay puis au Gabon où il visite treize parcs nationaux : ce voyage conduira à la publication de Au cœur de la dernière contrée sauvage : Avec le Megatransect. En 2012, il se rend en Tanzanie pour documenter la vie des lions du Serengeti.
En novembre 2015, il est annoncé que Michael Nichols ferait partie des 180 personnes licenciées de National Geographic à la suite de l'acquisition du journal par la 21st Century Fox de Rupert Murdoch. Le photographe explique dans une interview qu'il s'apprête à prendre sa retraite en 2016 et a exprimé ses regrets pour ces collègues de perdre leur emploi et qu'il ne comprend pas pourquoi les réductions de personnel ont été jugées nécessaires.

## Publications
- Gorilla: Struggle for Survival in the Urungas New York: Aperture Foundation, 1989. Photographies par Nichols, essai par George B. Schaller.  (ISBN 9780747503958).
- Brutal Kinship New York: L'Ouverture, 1999. Avec Jane Goodall
- Michael Nichols et Mike Fay, Au cœur de la dernière contrée sauvage : Avec le Megatransect, Paris, National Geographic, 2005, 160 p. (ISBN 978-2-84582-242-9).
- Michael Nichols et Geoffrey C. Ward (trad. Florence Illouz), Le tigre [« The Year of the Tiger »], Paris, National Geographic, 2000, 156 p. (ISBN 978-2-7441-2875-2)

## Récompenses
- 1996 - World Press Award - Premier prix pour Wildlife in Ndoki, Central Africa[5]
- 1996 - Prix de l'Overseas Press Club[5]
- 2014 - Photographe animalier de l'Année[6]
- 2014 - Premier prix Nature&Wildlife de la World Photography Organisation[7]

## Vie personnelle
Nichols vie à Sugar Hollow en Virginie avec sa femme, l'artiste Reba Peck.